# Xylotoles costatus
Xylotoles costatus е вид бръмбар от семейство Сечковци (Cerambycidae). Видът е застрашен от изчезване.

## Разпространение
Разпространен е в Нова Зеландия (Чатъм).